# Tudor Stroe
Pour les articles homonymes, voir Stroe.
Pas d'image ? Cliquez ici

a Compétitions nationales et continentales officielles uniquement.

Dernière mise à jour le 13 juin 2022.
Tudor Stroe, né le 6 septembre 1993 à Auch (Gers), est un joueur français d'origine roumaine de rugby à XV qui joue au poste de pilier gauche.

## Biographie
Tudor Stroe naît le 6 septembre 1993 à Auch dans le Gers.
Il est le fils de l'ancien international roumain Ion Stroe, qui arrive en France au club de Nogaro en 1991.
Avec le Castres olympique, Tudor Stroe est champion de France 2018 et soulève le Bouclier de Brennus au Stade de France à Saint-Denis.

## Palmarès
- Castres olympique
  - Vainqueur du Championnat de France en 2018.